# Хајато Икеда
Хајато Икеда (јап. 池田勇人; Такехара, 3. децембар 1899 — Токио, 13. август 1965) је био јапански политичар.
Био је министар финансија у послератним владама а 1960. изабран је за председника Либерално-демократске партије, која је имала већину у парламенту, што му је аутоматски обезбедило и положај председника владе (1960—1964).